# 蔣尊簋

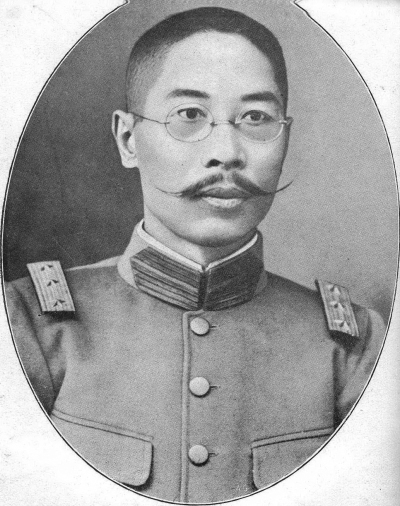
蒋尊簋

蒋尊簋（1882年—1931年8月5日），字百器，一作伯器，浙江诸暨紫东乡浒山村人，中华民国政治人物。

## 生平
蒋尊簋是诗人蒋智由之子。早年蒋尊簋从杭州求是书院（浙江大学的前身）肄业。清朝光绪二十六年四月（1900年），他以官费选送赴日本留学，起初入成城学校骑兵连队学习，后入日本陆军士官学校骑兵科并于1904年毕业。他和浙江海宁的蒋方震均精通军事，被章太炎誉为“浙江二将”，当时他们二人又加上蔡锷被并称为“南方三杰”。光绪三十二年（1906年），他在日本东京加入光复会，同年加入中国同盟会并任宣传部长。
回国后，1906年（光緒32年），蒋尊簋应浙江巡抚张增敫之邀，到浙江出任新军第二标标统。此后他曾任第一標標統、浙江督练公所教练处帮办、浙江讲武学堂总办。他还在杭州海潮寺创办浙江弁目学堂并任总办，并参与创建了浙江陆军小学堂、浙江炮工学堂。徐锡麟安庆起义失败后，政府怀疑蒋尊簋涉及此案，蒋尊簋遂被迫辞职，离开浙江到广西。此后他在广西任兵备、参谋、教练三处会办，陆军小学堂总办，广西参谋处总办（1909年就任）。1910年（宣統2年）他到广东，任广东混成协协统。
辛亥革命爆发后，蒋尊簋担任广东都督府军事部长，权摄广东都督。1912年1月1日南京临时政府成立，浙江都督汤寿潜改任临时政府交通总长，11日，蒋尊簋被推举为浙江都督兼民政长。1912年2月，他和章太炎、张骞等人组织统一党。1912年5月袁世凯任中华民国临时大总统后，蒋尊簋遭到排挤。在浙江省内，蒋尊簋所代表的官费留日学生派同国内南京陸師、保定速成等军校毕业生派发生了派系斗争。同年7月，他在国内军校毕业生派的朱瑞逼迫下辞去浙江都督职务，旋即出国考察。
1914年1月，蒋尊簋任总统府高等顾问，6月，他任参政院参政、将军府宣威将军兼检阅使总监。1915年，他任两湖检阅使兼保定军校主考。1915年袁世凯称帝，蒋尊簋配合蔡锷发动护国战争，南下浙江举兵讨袁。
为响应孙文护法运动，1917年11月25日，蒋尊簋与王文庆等在宁波宣布自主，他担任浙军总司令，不数日，便被童保暄率领的浙军第一師击溃。后来他受孙传芳部孟昭月所迫，军事行动未能成功。1918年1月4日，北洋政府下令褫夺其勋位、勋章及军职，此时他经上海到了广州，先被孙中山任命为闽浙宣抚使，后来被任命为广州护法军政府参谋次长（1921年5月）、军政部次长，代理参谋长兼滇、黔、赣联军第一路司令。1923年11月，他任孙中山大本营参谋处主任。1924年2月，他任大本营军需总监。1926年12月，他任浙江省政府委员兼军政长。1927年4月，他任國民政府上海政治分會主席。1928年，他任北伐军总司令部高等顾问、全国道路协会副会长，赈务委员会委员。
1929年底，他與他的同修道友居正策動反蒋介石的兵變，被蔣介石拘捕，蔣介石礙於其聲望沒有殺他，获得释放后，他為求避禍，誦經、食齋、念佛，醉心佛教。1931年5月宁粤分裂，他任广州国民政府委员。8月5日，蒋尊簋在广州病逝。享年50岁。

## 家庭
- 妻子吴夫人
- 嫡女蔣冬榮，为吴夫人独女。女婿邵雲麟（邵式军），为台灣巡撫邵友濂之孙、著名詩人邵洵美五弟，曾为汪精卫政府苏浙皖税统局局长，后转投新四军。
- 庶女蒋冬华，北京名妓陈翠娥所生
- 庶子蒋益门，北京名妓陈翠娥所生